# 伊勒代克斯
伊勒代克斯（法語：Île-d'Aix，法語發音：[il dɛks]）是法国滨海夏朗德省的一个市镇，位于该省西部偏北，大西洋当中，领土涵盖同名海岛，属于罗什福尔区。

## 地理
伊勒代克斯（46°0'43"N, 1°10'25"W）面积1.19 平方千米，位于法国新阿基坦大区滨海夏朗德省，该省份为法国西部滨海省份，北起旺代省，西临大西洋，南至吉倫特省，东南接多爾多涅省，东北接德塞夫勒省接壤，东临夏朗德省。
与伊勒代克斯接壤的市镇（或旧市镇、城区）包括：富拉。
伊勒代克斯的时区为UTC+01:00、UTC+02:00（夏令时）。

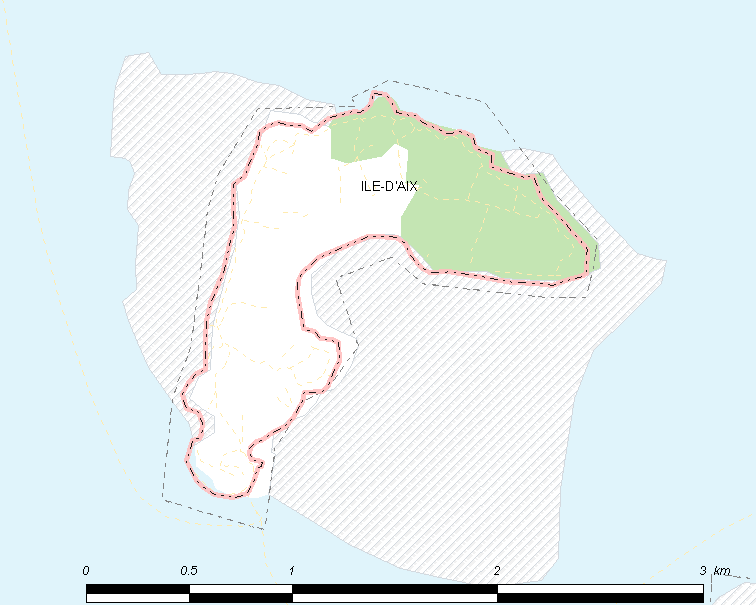
伊勒代克斯的OSM定位图

## 行政
伊勒代克斯的邮政编码为17123，INSEE市镇编码为17004。

## 政治
伊勒代克斯所属的省级选区为沙泰拉永普拉日县。

## 人口

1962-2008年间伊勒代克斯人口变化图示

伊勒代克斯于2022年1月1日时的人口数量为196人。